# Jimmy Bennett
James (Jimmy) Bennett (Seal Beach (Californië), 9 februari 1996) is een Amerikaanse acteur. Hij woont in Huntington Beach met zijn ouders en zus.
Bennett begon zijn carrière door in verschillende reclames te acteren. Vervolgens speelde hij in televisieseries als The Guardian en Strong Medicine. De eerste film waarin hij speelde was Daddy Day Care, een film met Eddie Murphy. Hierin speelde hij Tony, het kleine jongetje dat zo graag The Flash wil zijn. In 2004 spreekt hij de stem in van een van de karakters in The Polar Express. Verder speelt hij onder andere Jeremiah in The Heart Is Deceitful Above All Things en Conor James in Poseidon. In de zomer van 2007 kwam Evan Almighty in de bioscopen, een vervolg op Bruce Almighty, waarin Bennett de zoon van Evan speelt.

## Filmografie
- Daddy Day Care (2003)
- The Polar Express (2004) - alleen stem
- The Heart Is Deceitful Above All Things (2004)
- Hostage (2005)
- The Amityville Horror (2005)
- Firewall (2006)
- Poseidon (2006)
- Evan Almighty (2007)
- Snow Buddies (2008) - alleen stem
- South of Pico (2008)
- Diminished Capacity (2008)
- Trucker ( 2008)
- Boy in the Box ( 2008)
- Star Trek XI (2009)
- Shorts (2009)
- Stolen Lives (2009)
- Orphan (2009)
- Alabama Moon (2009)
- Bones (2010)
- No Ordinary Family (2010, televisieserie)
- A Girl Like Her  (2015)